# Liste der denkmalgeschützten Objekte in Hamry na Šumavě
Grundlage dieser Liste der denkmalgeschützten Objekte in Hamry na Šumavě ist die ÚSKP-Liste (Ústřední seznam kulturních památek České republiky, deutsch Zentrale Liste der Kulturdenkmäler der Tschechischen Republik), die von der tschechischen Denkmalschutzbehörde NPÚ (Národní památkový ústav, deutsch Nationale Denkmalbehörde) seit 1987 geführt wird und an die seit dem Jahr 1850 geschaffenen Listen anschließt.

## Denkmalgeschützte Objekte nach Ortsteilen

### Hamry
| Lage                       | Objekt                 | Beschreibung | ÚSKP-Nr.                  | Bild           |
| -------------------------- | ---------------------- | --- | ------------------------- | -------------- |
| Hamry (Standort)           | Kirche Maria Schmerzen | Das barocke Gebäude wurde 1773 an der Stelle einer ursprünglichen Kapelle erbaut.                                                                                       | 11291/4-5071 Info Katalog | weitere Bilder |
| Hamry, Nr. 3086 (Standort) | Brunnen                | Granit rechteckiger Brunnen mit Ablauf in der Mitte, dekoriert mit Pflanzendekor und Inschriften an den Außenwänden aus dem Jahr 1856, stand ursprünglich an der Mühle. | 105856 Info Katalog       | Brunnen        |